# コンプリートリー・ウェル
『コンプリートリー・ウェル』（Completely Well）は、アメリカ合衆国のブルース・ミュージシャン、B.B.キングが1969年に発表したスタジオ・アルバム。

## 背景
「スリル・イズ・ゴーン」はロイ・ホーキンスが1950年代初頭に発表した曲のカヴァーで、本作のヴァージョンでは、ビル・シムジクの案によりストリングスが追加された。なお、キングは1997年のアルバム『デューシズ・ワイルド』において、トレイシー・チャップマンとのデュエットにより同曲を再演している。

## 反響
アメリカの総合アルバム・チャートBillboard 200では、1970年4月4日に最高38位を記録し、キング初の全米トップ40アルバムとなった。また、『ビルボード』のR&Bアルバム・チャートでは5位に達し、『ライヴ・アット・ザ・リーガル』（1965年）以来約5年ぶりに、同チャートにおけるトップ10入りを果たした。
本作からのシングル「スリル・イズ・ゴーン」は、Billboard Hot 100で自身最高の15位に達し、『ビルボード』のR&Bシングル・チャートでは3位を記録した。また、続く「ソー・エキサイテッド」はHot 100で54位、R&Bチャートで14位を記録した。

## 評価
「スリル・イズ・ゴーン」は第13回グラミー賞で最優秀男性R&Bボーカル・パフォーマンス賞を受賞し、キング初のグラミー受賞となった。また、同曲のギター・ソロは『Guitar World』誌の2009年の企画「50 Greatest Guitar Solos」で33位にランク・インした。
Cub Kodaはオールミュージックにおいて5点満点中4点を付け「正にこのアルバムが、世界的にB.B.キングの存在を気付かせ、注目させた」「必ずしも、B.B.キングの作品としては最初にコレクションに加えるべき物でないかもしれないが、全作品を集め切るまでの間に立ち寄ってみるのは良い」と評している。

## 収録曲
1. ソー・エキサイテッド - So Excited (B.B. King, Gerald Jemmott) – 5:34
2. ノー・グッド - No Good (B.B. King, Ferdinand Washington) – 4:35
3. ユーアー・ルージン・ミー - You're Losin' Me (B.B. King, F. Washington) – 4:54
4. ホワット・ハップンド - What Happened (B.B. King) – 4:41
5. コンフェッシン・ザ・ブルース - Confessin' the Blues (Jay McShann, Walter Brown) – 4:56
6. キー・トゥ・マイ・キングダム - Key to My Kingdom (Maxwell Davis, Joe Josea, Claude Baum) – 3:18
7. クライン・ウォント・ヘルプ・ユー・ナウ - Cryin' Won't Help You Now (Sam Ling, Jules Taub) – 6:30
8. ユーアー・ミーン - You're Mean (B.B. King, G. Jemmott, Hugh McCracken, Paul Harris, Herbie Lovelle) – 9:59
9. スリル・イズ・ゴーン - The Thrill Is Gone (Roy Hawkins, Rick Darnell) – 5:30

## 参加ミュージシャン
- B.B.キング - ボーカル、ギター
- ヒュー・マクラッケン - ギター
- ポール・ハリス - ピアノ、エレクトリックピアノ、オルガン
- ジェラルド・ジェモット - ベース
- ハービー・ラヴェル - ドラムス
- バート・デコトー - ストリングス&ホーン・アレンジ